# Кошаркашка репрезентација Словачке
Кошаркашка репрезентација Словачке представља Словачку на међународним кошаркашким такмичењима.
Словачка је од 1918. до 1993. био у саставу Чехословачке, па су словачки кошаркаши у том периоду наступали за репрезентацију Чехословачке.

## Учешћа на међународним такмичењима

### Олимпијске игре
Није учествовала

### Светска првенства
Није учествовала

### Европска првенства
Није учествовала